# Hadruroides lunatus
Espèce
Synonymes
- Telegonus lunatus L. Koch, 1867
- Hadrurus parvulus Karsch, 1879
- Hadrurus robustus Boeris, 1889

Hadruroides lunatus est une espèce de scorpions de la famille des Caraboctonidae.

## Distribution
Cette espèce est endémique de la région de Lima au Pérou.
De nombreux spécimens de diverses zones ont été, par le passé, rattachés à cette espèce par erreur.

## Description
Le mâle mesure 47,5 mm et la femelle 36,0 mm.

## Systématique et taxinomie
Cette espèce a été décrite sous le protonyme Telegonus lunatus par L. Koch en 1867. Elle est placée dans le genre Hadruroides par Kraepelin en 1894, qui dans le même temps place en synonymie Hadrurus parvulus et Hadrurus robustus.

## Publication originale
- L. Koch, 1867 : Beschreibungen neuer Arachniden und Myriapoden. II. Verhandlungen der Kaiserlich-Königlichen Zoologisch-Botanischen Gesellschaft in Wien, vol. 17, p. 173-250 (texte intégral).